# Эцери (Мартвильский муниципалитет)
Эцери (груз. ეწერი) — село в Грузии, на территории Мартвильского муниципалитета края (мхаре) Самегрело-Верхняя Сванетия.

## География
Село находится в западной части Грузии, на правом берегу реки Техури, на расстоянии приблизительно 13 километров (по прямой) к северо-западу от города Мартвили, административного центра муниципалитета. Абсолютная высота — 331 метр над уровнем моря.

## Население
По результатам официальной переписи населения 2014 года в Эцери проживало 494 человек (250 мужчин и 244 женщины). В национальной структуре населения грузины составляли 100 %.
| Год  | Население, человек |
| ---- | ------------------ |
| 2002 | 497                |
| 2014 | ↘ 494              |